# Kadaň

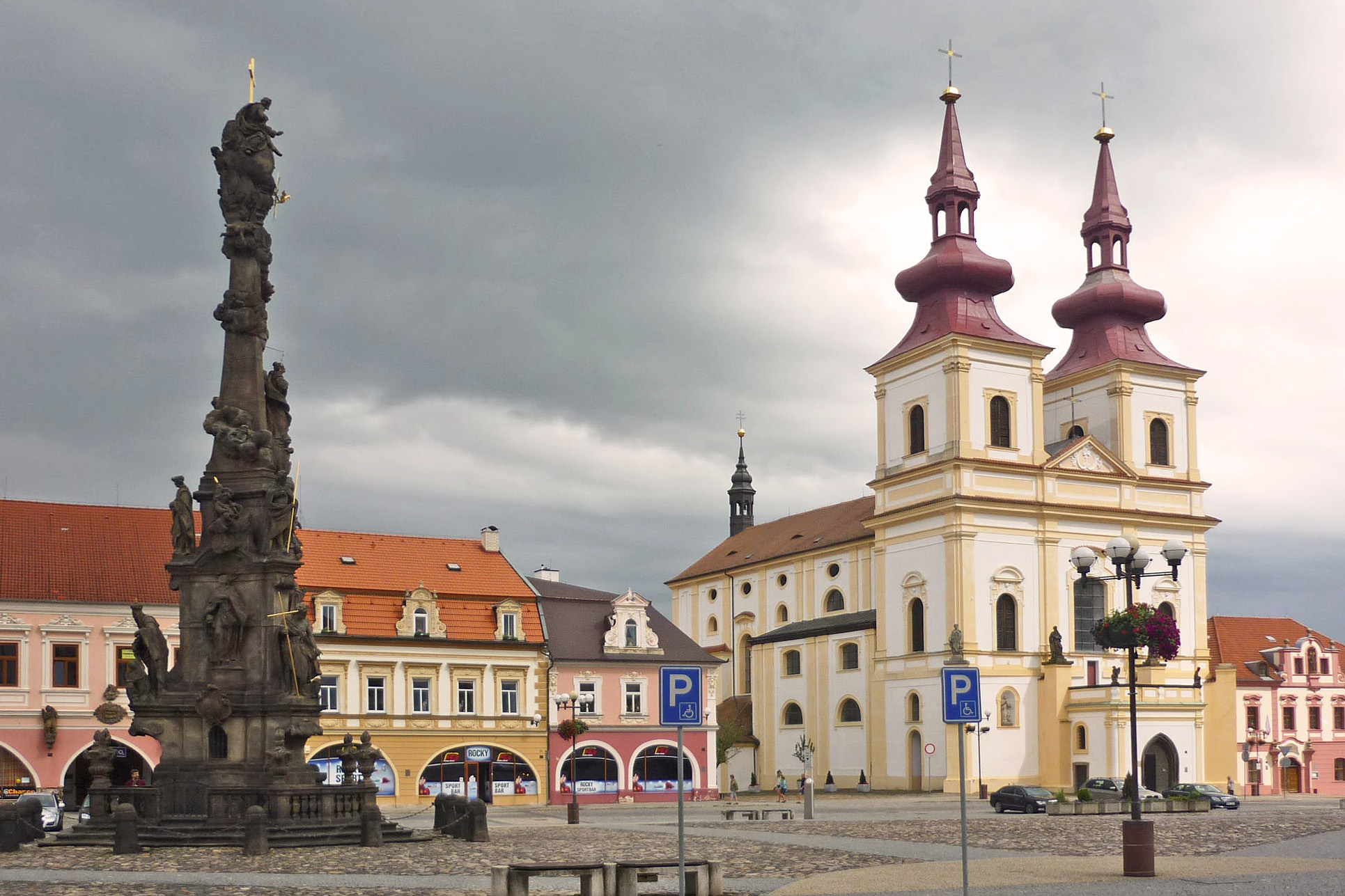
Stadsplein

Kadaň (IPA: [ˈkadaɲ]ⓘ; Duits: Kaaden) is een stad in de Ústí nad Labem regio van Tsjechië. Ze ligt aan de oever van de rivier Eger. Alhoewel de stad gesitueerd is in het industriële gedeelte van Tsjechië, zijn er geen grote industrieën in de stad. De inwoners werken meestal op kantoor of pendelen. Er zijn twee energiecentrales in de nabijheid: (Tušimice en Prunéřov). Kadaň is een toeristisch centrum met als hoogtepunten het franciscanerklooster en het historische stadsplein met stadhuis in hooggotiek. Het is ook de stad met de nauwste straat in Tsjechië, Katova ulička, met slechts 66,1 cm op het smalste stuk.

## Interessante plaatsen
- Franciscanenklooster (museum)
- Stadhuis
- Het kasteel
- Het Oude Plein
- Heilige toren
- Barbican
- Uitkijktoren op Svatý kopeček (Heilige heuvel)

## Zustergemeenten
- Aue (Saksen, Duitsland)
- Halle (Vlaams-Brabant, België)

Bílence · 
Blatno · 
Boleboř · 
Březno · 
Černovice · 
Domašín · 
Droužkovice · 
Hora Svatého Šebestiána · 
Hrušovany · 
Chbany · 
Chomutov · 
Jirkov · 
Kadaň · 
Kalek · 
Klášterec nad Ohří · 
Kovářská · 
Kryštofovy Hamry · 
Křimov · 
Libědice · 
Loučná pod Klínovcem · 
Málkov · 
Mašťov · 
Měděnec · 
Místo · 
Nezabylice · 
Okounov · 
Otvice · 
Perštejn · 
Pesvice · 
Pětipsy · 
Račetice · 
Radonice · 
Rokle · 
Spořice · 
Strupčice · 
Údlice · 
Vejprty · 
Veliká Ves · 
Vilémov · 
Vrskmaň · 
Všehrdy · 
Všestudy · 
Výsluní · 
Vysoká Pec